# جريج كولين
جريج كولين (بالفرنسية: Greg Collins)‏ (و. 1969  م) هو مهندس الصوت، ومنتج أسطوانات، وملحن كندي.

## روابط خارجية
- جريج كولين على موقع ميوزك برينز (الإنجليزية)
- جريج كولين على موقع أول ميوزيك (الإنجليزية)
- جريج كولين على موقع ديسكوغز (الإنجليزية)